# Гуженко, Тимофей Борисович
Тимофе́й Бори́сович Гуже́нко (15 февраля 1918, дер. Татариново, Орловская губерния — 10 августа 2008) — советский государственный деятель, министр морского флота СССР, Герой Социалистического Труда (1977).
Член ЦК КПСС в 1976–1989 (кандидат в члены ЦК в 1971–1976), депутат Совета Национальностей Верховного Совета СССР 8—11 созывов от Эстонской ССР.

## Биография
Родился 15 февраля 1918 года в деревне Татариново Малоархангельского уезда (ныне Колпнянский район Орловской области) в семье сельского кузнеца, русский.
В 1937 году с отличием окончил среднюю школу в посёлке на станции Ханжёнково. В 1942 году окончил эксплуатационный факультет Одесского института инженеров водного транспорта, где был комсоргом группы и факультета, затем председателем профсоюзного комитета института, в январе 1941 года вступил в ВКП(б). Учился на отлично, получал сталинскую стипендию. В 1939 году был избран депутатом Ворошиловского района Одессы.

### Карьера до 1970 года
Войну встретил в Ленинграде на преддипломной практике. Сразу же записался в ополчение, однако его и других курсантов отправили обратно в Одессу заканчивать учебу. После завершения обучения (институт был эвакуирован в Самарканд) и получения специальности инженера-эксплуатационника, в 1942 году поступил на работу в Мурманский морской торговый порт на должность сменного механика, позже стал начальником механического погрузочного участка, затем – начальником отдела механизации порта. Постоянные налёты на мурманский порт были связаны с противодействием приёмке грузов, прибывающих с Арктическими конвоями по программе ленд-лиза. Непрерывные бомбардировки вражеской авиации приводили к гибели докеров и поломке техники и сооружений. Служба механизации отвечала за скорейшее восстановление работоспособности разрушенных и поврежденных портовых механизмов. За эту работу он был награжден орденом Красной Звезды, медалями «За трудовое отличие» и «За оборону Советского Заполярья».
5 октября 1943 года вышло Постановление № ГКО-4255 «О подготовке кадров массовых профессий для судов и предприятий Наркомморфлота СССР», которое было посвящено организации обучения матросов, кочегаров, машинистов, мотористов и радиооператоров в учебных заведениях системы трудовых резервов? в связи с чем с 1943 года переведён преподавателем во Владивостокский морской техникум, но через несколько месяцев вернулся в Мурманск.
С 1944 года был начальником отдела механизации порта, с 1945 года стал секретарём партийного бюро порта, с 1946 по 1949 годы исполнял обязанности главного инженера порта. Из Мурманска отбыл в Ленинград для обучения в Военно-морскую академию кораблестроения и вооружения им. А. Н. Крылова, которую закончил в 1951 году.
С 1951 года начальник Холмского морского порта (Холмск, Сахалинская область), с 1953 года переведён на должность начальника Корсаковского морского порта (Корсаков). В 1955 году занял должность начальника Сахалинского морского пароходства, став в 37 лет самым молодым начальником морского пароходства в СССР. За время работы на Сахалине превратил хозяйство из убыточного в рентабельное.
В 1960 году переведён в Москву и до 1962 года занимал должность начальника Управления кадров Министерства морского флота СССР. С 1962 по 1966 год на партийной работе в аппарате ЦК КПСС: заместитель заведующего отделом транспорта и связи. В 1966 году вернулся в министерство на должность первого заместителя министра морского флота СССР.

### В должности министра
С 14 января 1970 по 27 сентября 1986 был министром морского флота СССР.
В 1971 году на XXIV съезде КПСС был избран кандидатом в члены ЦК КПСС, в 1976 году, на XXV съезде – членом ЦК (до 1989 года). Депутат Верховного Совета СССР с 8-го по 11-й созывы (в 1970—1986 годах).
Его коллеги сходились во мнении, что он был человеком неукротимой энергии. К моменту прихода на пост министра морского флота он был опытным специалистом и имел разработанную программу развития морского флота страны. Придя на пост министра, добился её реализации. Для этого он собрал команду единомышленников, в том числе из Мурманского морского пароходства.
На момент занятия им министерского кресла морской флот СССР являлся дотационной отраслью. В результате мероприятий по развитию отрасли морской флот достаточно быстро стал одним из ведущих доноров народного хозяйства, в 1980-х годах Министерство морского флота СССР по объёму валютных поступлений поднялось на пятое место среди почти 80 отраслевых министерств. Было произведено техническое переоснащение как флота, так и портовой инфраструктуры страны. При модернизации и в дальнейшей деятельности широко применялись лучшие достижения в области науки и техники. В связи с новыми реалиями флота организация управления морским транспортом была полностью перестроена. Торговый флот СССР полностью удовлетворял потребности страны во внутренних и внешнеторговых перевозках, занимал в мировом торговом флоте по количеству судов – 2-е место в мире, а по тоннажу – 5-е.
Особое внимание Т. Б. Гуженко уделял развитию экономики Арктики и арктического судоходства. Его заслугой стало создание мощного атомного ледокольного флота СССР. К моменту назначения его министром СССР имел один опытный атомный ледокол «Ленин», к моменту ухода Т. Б. Гуженко на пенсию флот имел четыре действующих атомохода и ещё четыре строились на верфях.
В целях демонстрации политическому руководству страны возможностей атомного флота и экспериментального подтверждения возможности расширения судоходства по Северному морскому пути, он организовал первую в мире экспедицию надводного судна на Северный полюс. Сознавая, что это достаточно рискованное мероприятие, министр лично возглавил эту экспедицию, приняв таким образом на себя всю ответственность в случае её возможного провала. Экспедиция была готова и, как только 9 августа 1977 года он прибыл на борт атомохода, судно вышло из Мурманского порта. Поход окончился полным триумфом: 17 августа советская морская экспедиция на атомном ледоколе «Арктика» впервые в мировой истории достигла Северного полюса на надводном корабле. Поход на «верхушку планеты» и возвращение были произведены разными маршрутами без поломок и аварий в минимальные сроки. Успех этого похода способствовал ускоренному строительству атомного ледокольного флота, применение которого расширило период навигации в Северном Ледовитом океане почти на 100 суток ежегодно, а в ряде районов Арктики позволило опять-таки впервые в мире открыть круглогодичную арктическую навигацию.
В зону круглогодичной навигации вошли такие важнейшие арктические порты, как Дудинка, Игарка и Анадырь.
Указом Президиума Верховного Совета СССР от 14 сентября 1977 года за выдающиеся заслуги в подготовке и осуществлении экспериментального рейса атомного ледокола «Арктика» в район Северного полюса и проявленные при этом мужество и героизм министру морского флота СССР Гуженко Тимофею Борисовичу было присвоено звание Героя Социалистического Труда с вручением ордена Ленина и золотой медали «Серп и Молот».

### В отставке
В сентябре 1986 года был освобождён с поста министра. Официально — в связи с уходом на пенсию по состоянию здоровья, хотя по меркам тогдашнего руководства был не очень стар (68 лет). Подлинной причиной его снятия с должности была катастрофа пассажирского лайнера «Адмирал Нахимов» на рейде Новороссийска 31 августа 1986 года, повлёкшая гибель судна и большого числа людей на борту (погибло 423 человека из 1243 пассажиров и членов экипажа).
С сентября 1986 года — персональный пенсионер союзного значения, жил в Москве.
Автор воспоминаний «Записки экс-министра» (Москва: Журнал "Морской флот", 1997. - 256 с., [20] л. ил.; 21 см. - (Морская библиотека)).
Скончался 10 августа 2008 года, похоронен в Москве на Кунцевском кладбище.

## Память
Его имя присвоено танкеру ледового класса, построенному по заказу группы компаний «Совкомфлот» и вступившему в строй в 2009 г.
В Музее морского флота в Москве хранятся реликвии, связанные с работой Т. Б. Гуженко на посту министра.

## Награды и звания
- Герой Социалистического Труда (14.09.1977)
- Орден «За морские заслуги» (07.02.2003)
- 4 ордена Ленина (03.08.1060; 25.08.1971; 21.12.1973; 14.09.1977)
- Орден Октябрьской Революции (15.12.1982)
- Орден Трудового Красного Знамени (09.08.1963)
- Орден Красной Звезды (17.07.1945)
- Орден «Знак Почёта»
- 2 медали «За трудовое отличие» (01.05.1944; 05.11.1954)
- Почётная грамота Правительства Российской Федерации (15 февраля 1998) — за большой личный вклад в развитие морского транспорта России и в связи с 80-летием со дня рождения

Ордена и медали иностранных государств.
Удостоен ряда почётных званий: «Почётный работник морского флота», «Нагрудный знак «Почётный полярник»».